# Jane Bathori
Jane Bathori, född Jeanne-Marie Berthier 14 juni 1877 i Paris, död 25 januari 1970 i Paris, var en fransk operasångerska (mezzosopran). Hon var berömd på operascenen och viktig för utvecklingen av den samtida franska musiken.

## Biografi
Jeanne-Marie Berthier föddes den 14 juni 1877 i Paris, 3:e barn till Charles Pierre Berthier och Reine Ducret. Vid 5 års ålder började hon studera piano och var ämnad för en karriär som konsertpianist men hon övergick till att sjunga, vilket hon lärde sig av Marie-Hélène Brunet-Lafleur, som gav henne pseudonymen Jane Bathori. På begäran av poeten Achille Segard gjorde hon sin professionella debut 1898 på Théâtre de la Bodinière i Paris i en konsert för att hylla poeten Paul Verlaine ackompanjerad av kompositören Reynaldo Hahn vid pianot. Under denna konsert träffade hon tenoren Émile Engel, som blev hennes lärare, och tio år senare, den 21 maj 1908, hennes make; men de skilde sig tretton år senare 1921.
År 1898 sjöng hon vid Concerts du Conservatoire där hon träffade Maurice Ravel. Hennes tolkning av melodin Asia från Ravels Shéhérazade ledde honom till skapandet av nästan alla kompositörens första sånger. Hon uruppförde hans Histoires naturelles (som hon var tillägnad) och hans Chansons madécasses. 1898 debuterade hon i grands conserts på Concerts du Conservatoire följt av framträdanden i Faurés La Naissance de Vénus och Saint-Saëns Messe de Requiem. Hennes första roller var sopranroller som Mimi i La bohème och Micaëla i Carmen.
Under säsongen 1899-1900 debuterade hon som mezzosopran vid operan i Nantes. År 1917 blev hon direktör för Théâtre du Vieux-Colombier på begäran av Jacques Copeau. ·  Efter första världskriget sjöng hon på La Scala i Milano med Enrico Caruso under ledning av Arturo Toscanini och på andra teatrar i Europa. I början av 1920-talet spelade hon en viktig roll i spridningen av ny musik från denna period, särskilt av några av medlemmarna i Les Six, och gav många uruppföranden av deras verk och andras. Darius Milhaud och Germaine Tailleferre ackompanjerade henne på ett flertal inspelningar.
1935 träffade hon den unga skådespelerskan Andrée Tainsy och levde med fram till sin död 1970. Under hela 1930-talet framträdde Bathori varje år på Teatro Colón i Buenos Aires. År 1935 tilldelades hon Hederslegionen för sina insatser inom fransk musik. Under den tyska ockupationen av Frankrike under andra världskriget gjorde hon Buenos Aires till sitt hem. Hon återvände inte till Frankrike förrän vid befrielsen. Jane Bathori undervisade och gav sedan privatlektioner till ett antal unga sångare. Även om åldern satte stopp för hennes egen konsertkarriär framträdde hon ibland offentligt och på inspelningar som ackompanjatör och höll ofta föredrag för fransk radio.
Jane Bathoris namn är framför allt knutet till det franska musikaliska avantgardet, vare sig det var det tidiga 1900-talets med Gabriel Fauré, Claude Debussy, Maurice Ravel, Erik Satie och Poldowski, eller mellankrigstiden med gruppen Les Six..
Hon avled den 21 januari 1970 i Val-de-Marne i Limeil-Brévannes. Hans aska placerades i låda 6954 i Père-Lachaise-kolumbariet i Paris. Andrée Tainsys har funnits i närheten (box 6966) sedan 2004.